# 新宿高野

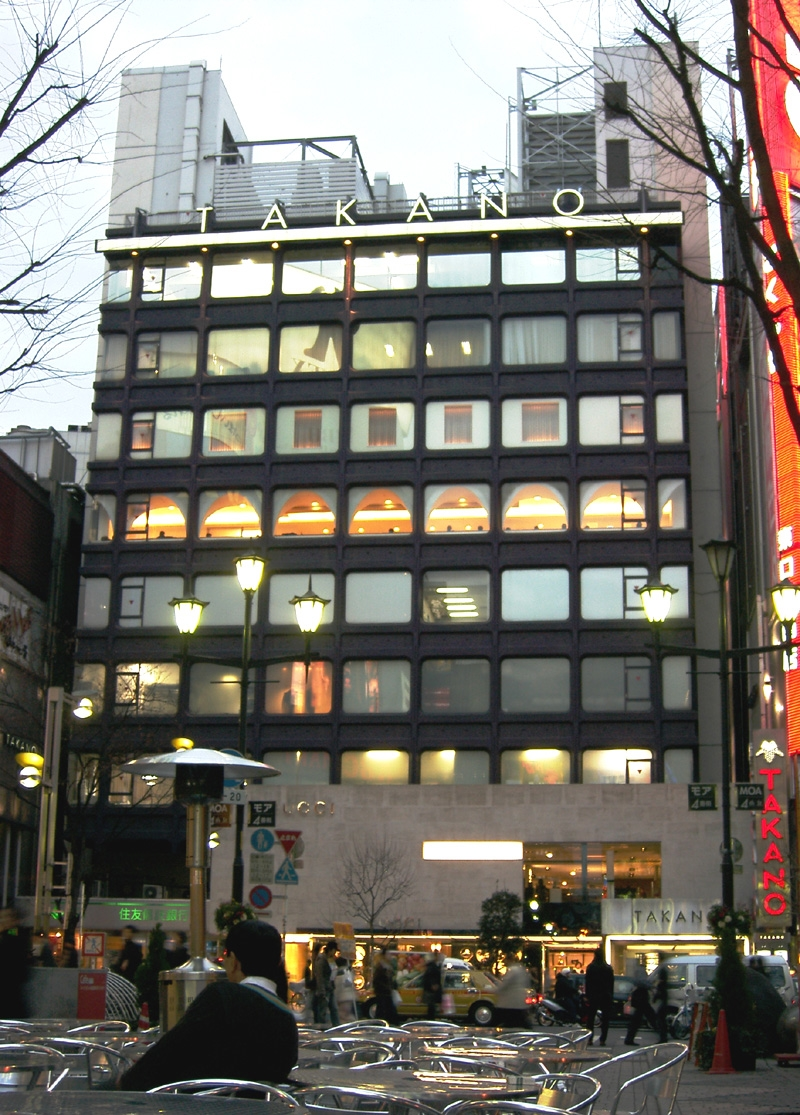
新宿高野本店

新宿高野（しんじゅくたかの）は、東京都新宿区新宿三丁目（JR新宿駅東口）に本店を構える、果物の専門店。1885年（明治18年）創業の老舗である。

## 概要
「株式会社新宿高野」が果物の販売や食品の製造・販売を、「株式会社タカノフルーツパーラー」がパーラーを含めた飲食店の運営を担当する、2社体制で経営を行っている。本社は東京都新宿区新宿三丁目26番11号の本店ビルに所在。
創業時は繭仲買・中古道具の取り扱いを本業とし、果物の販売は副業であったが、1900年には果実類を本業とした「果実問屋・高野商店」の経営を始めた。1920年、看板商品である高級フルーツのマスクメロンを販売開始。1921年、フルーツパーラーの前身である「縁台サービス」を開始。1969年、株式会社へ改組し新宿高野を設立。
本店ビル前は1972-1985年度の路線価日本一だったが、1986年度以降は東京鳩居堂本店前（中央区銀座5丁目）に日本一を返上している。
タカノフルーツパーラーでは、男性のみの入店が認められなかった時期があるが、それを完全に撤廃した。

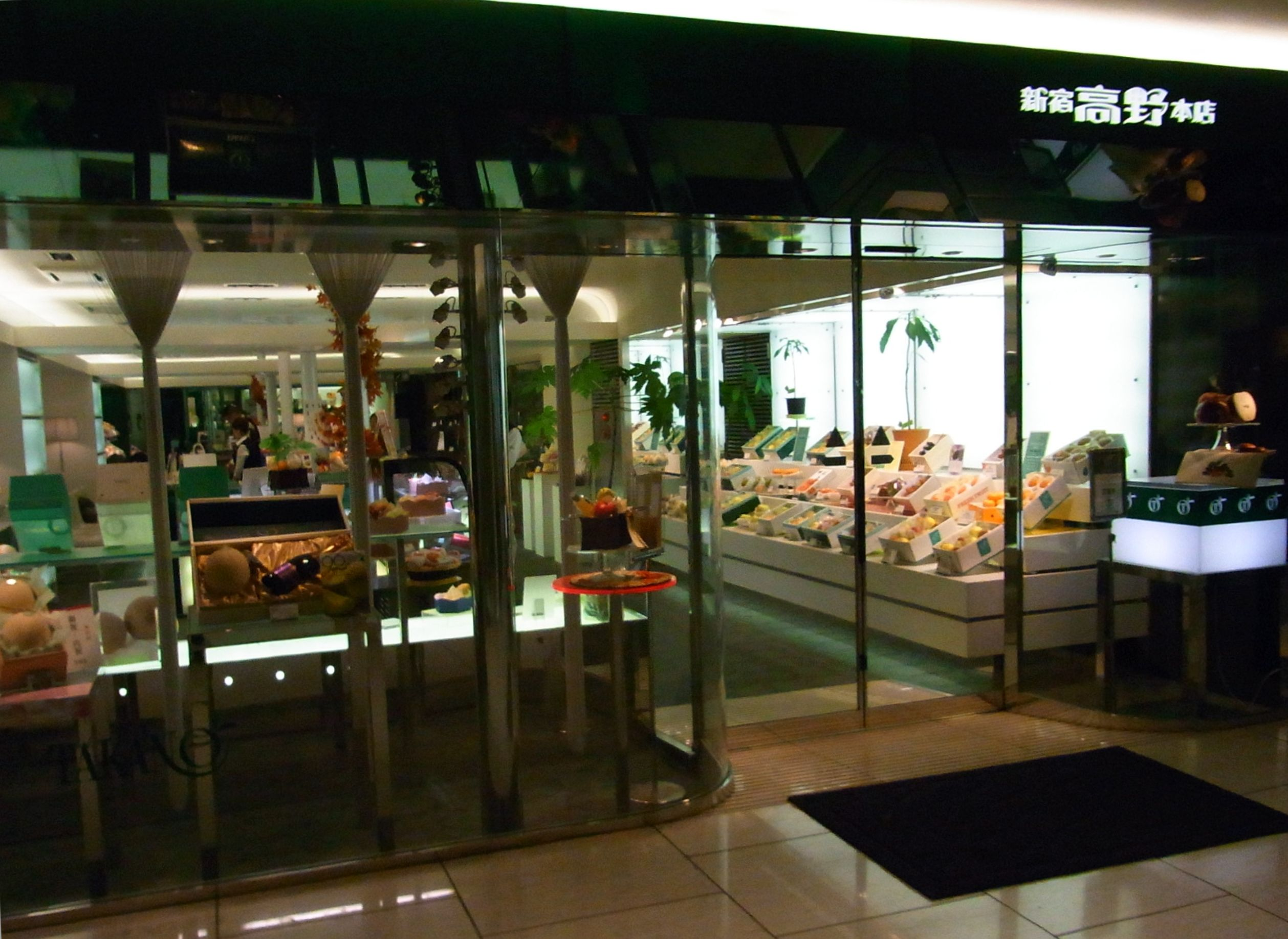
エントランス（2010年11月13日撮影）
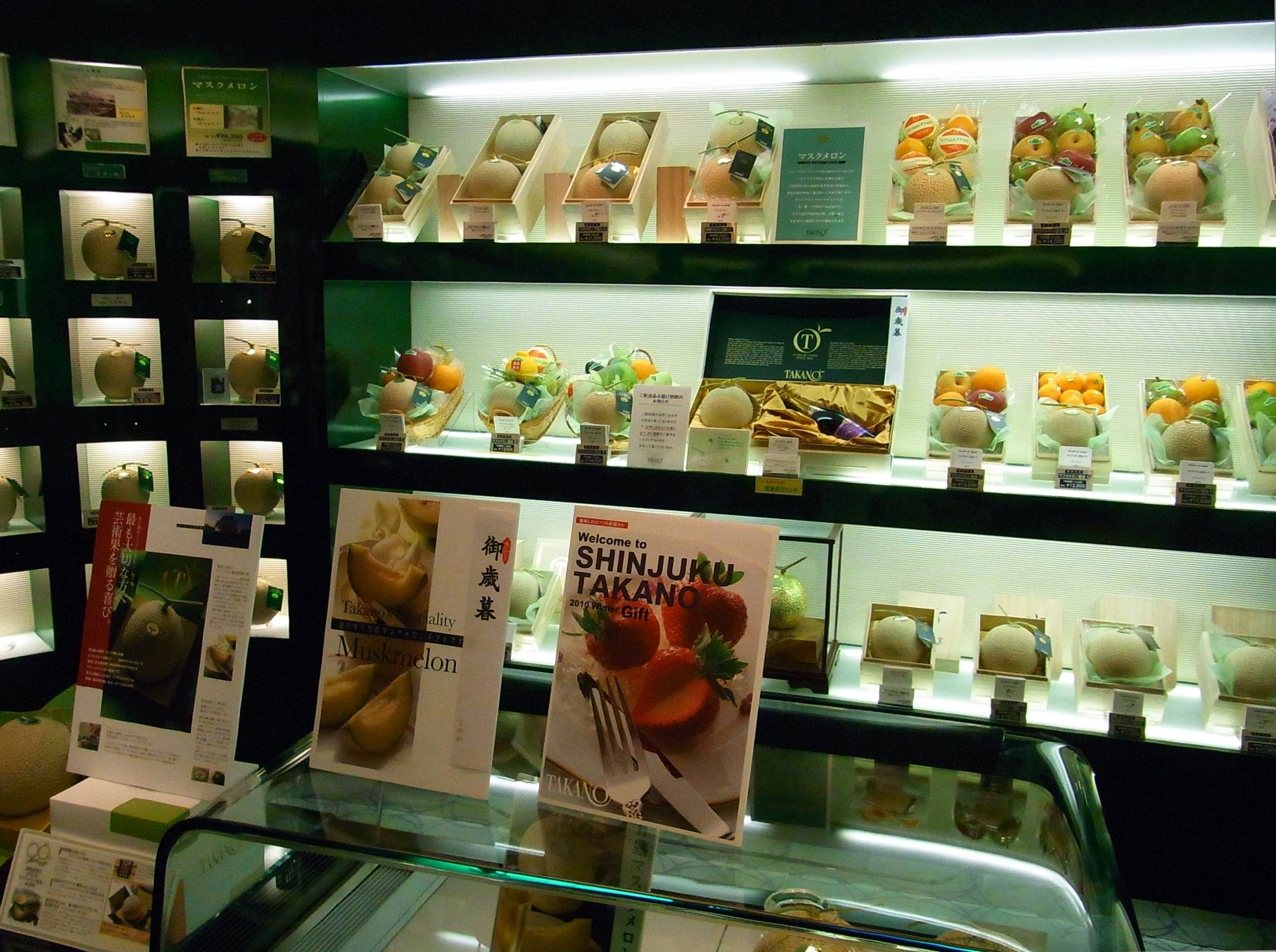
店内（2010年11月13日撮影）
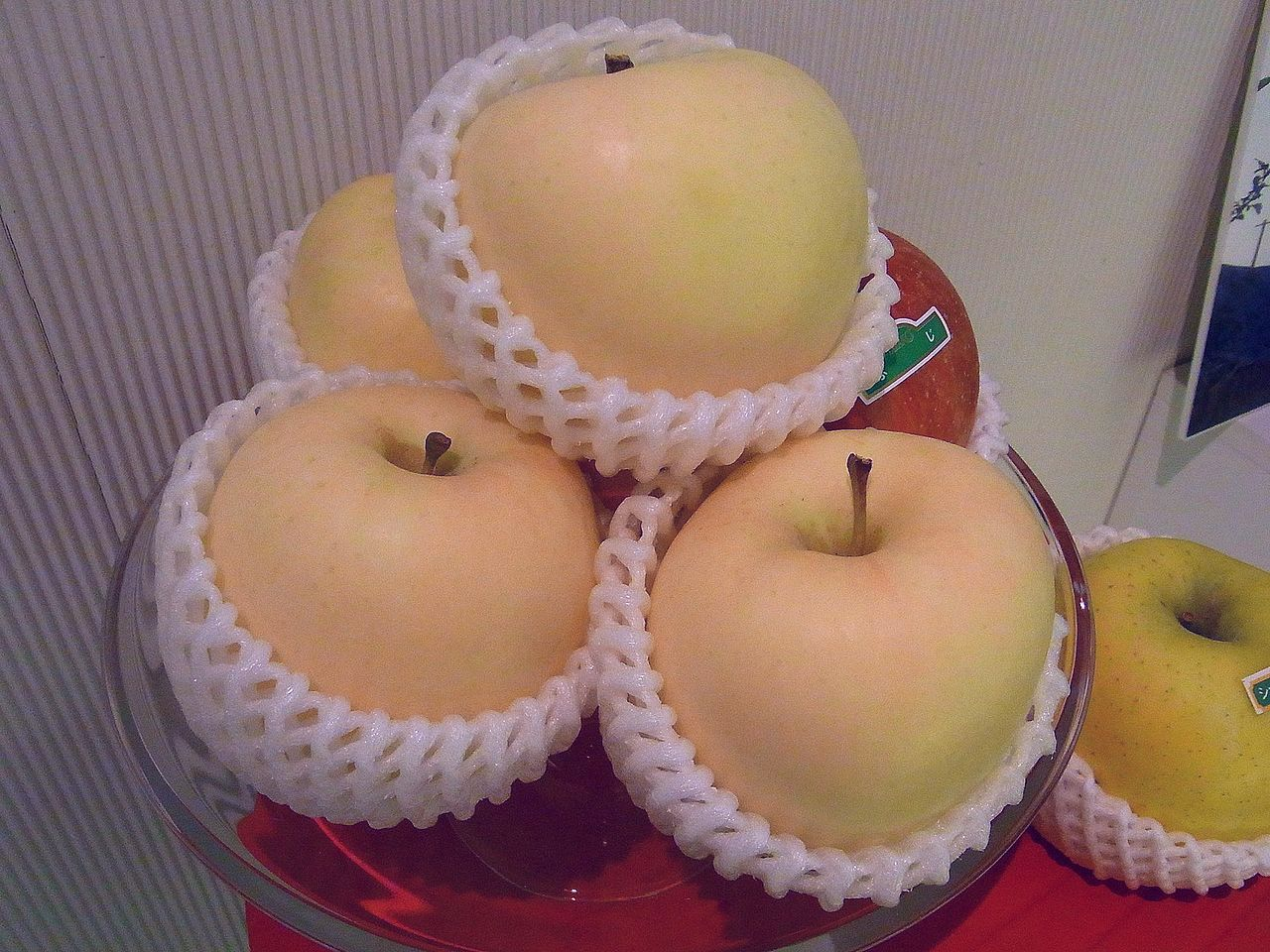
白いりんご（2010年11月13日撮影）
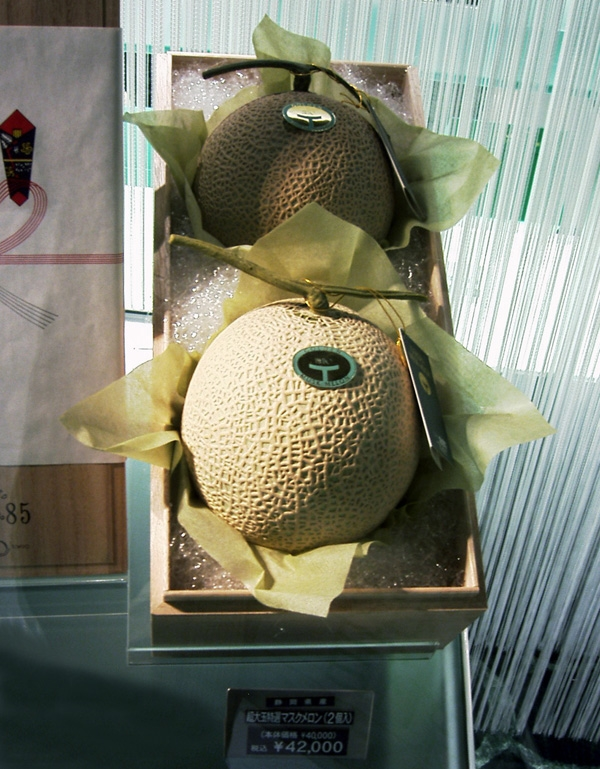
マスクメロン（桐箱に梱包して販売される）
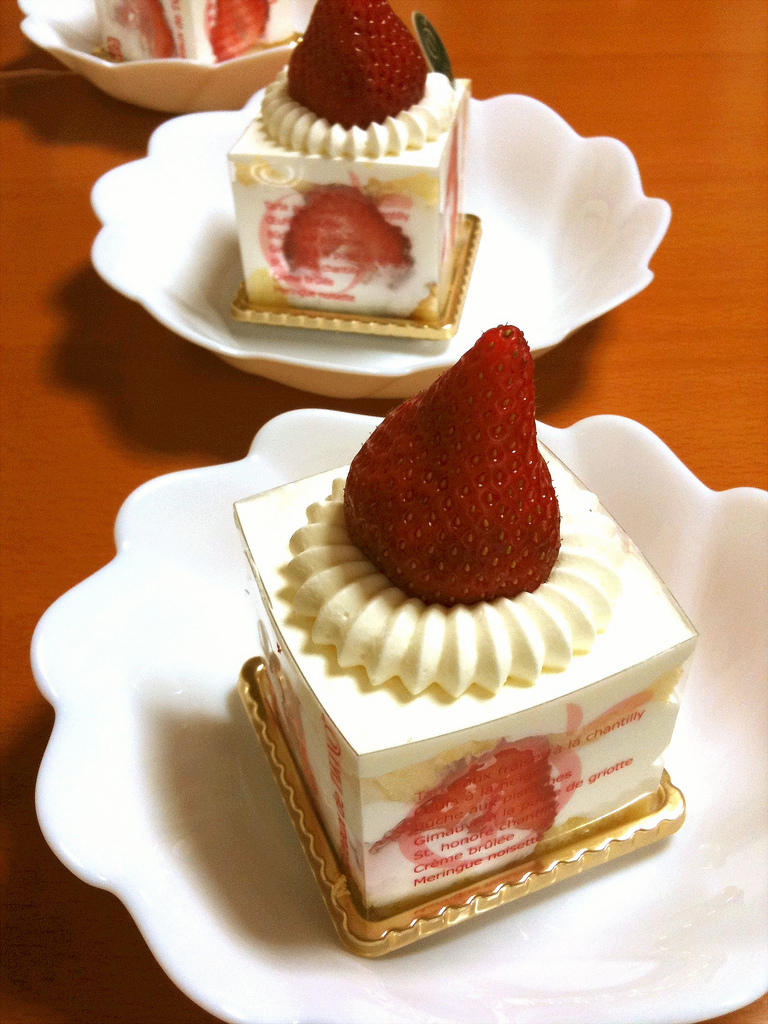
あまおうフレーズ
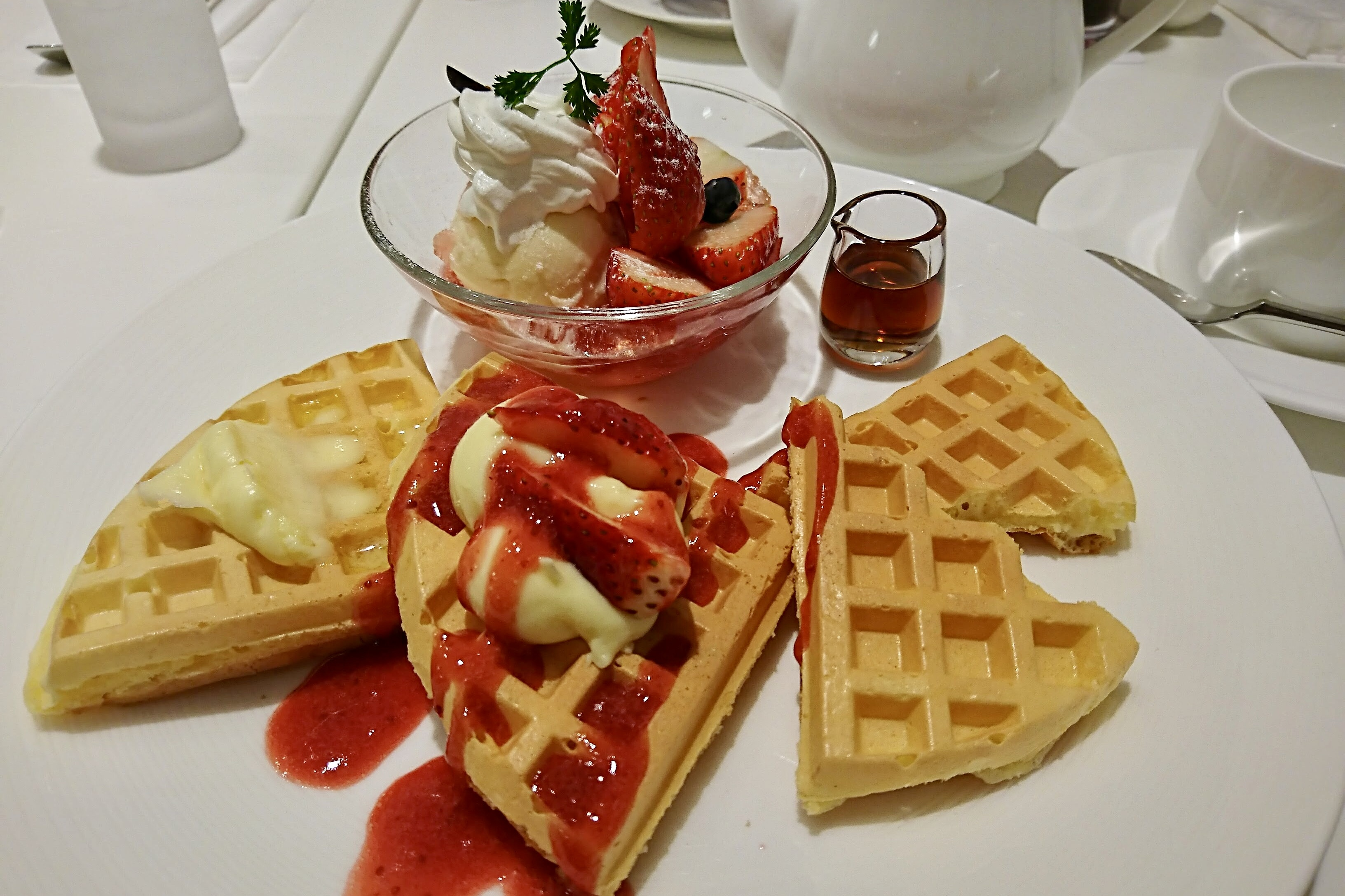
苺のワッフル
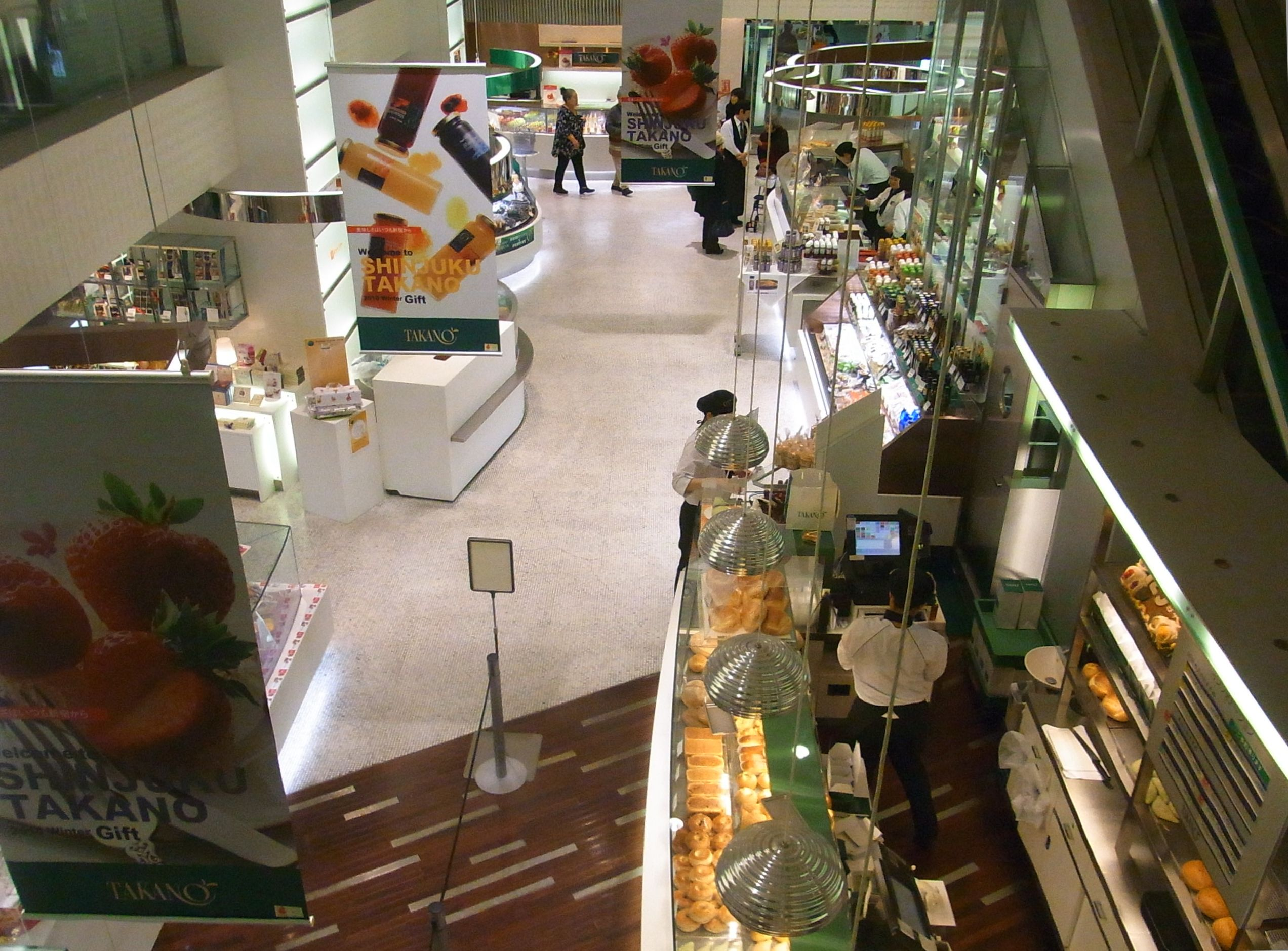
2階から見る（2010年11月13日撮影）

## 店舗
新宿本店を含め、関東に29店舗、関西に3店舗、名古屋に2店舗を展開する。主に大手百貨店や駅ビル内にテナントを出店している。

## 主な取り扱い商品
- フルーツ - 本店や一部店舗で販売している。
- 洋菓子 - 旬の食材を使用。本店および一部店舗では誕生日などにイラストを描いた特注ケーキの予約も受けている。
- 果実ジャム - フルーツの特色を活かしたジャムを数多く取り揃える。紅茶などのフレーバーに使うのもいい。
- 各種ギフト - ゼリーや焼き菓子など。
- ワイン - 本店のみ取り扱いのある酒類。フルーツやデリカに合わせたワインなどの販売を行っている。
- デリカ - サラダやパスタなど、本店では数多く取り揃える。一部店舗のみ、フルーツサラダの販売も行っている。
- ジュース - 本店および一部店舗では、その場でフルーツをミックスしてジュースを販売している。